# Enrique Gabriel
Pour les articles homonymes, voir Gabriel.
Enrique Gabriel, né en 1957 à Buenos Aires (Argentine), est un réalisateur, scénariste et producteur argentin qui s'est établi et travaille en Espagne.

## Filmographie partielle

### Comme scénariste
- 1992 : Krapatchouk
- 1997 : En la puta calle
- 1999 : Las huellas borradas
- 2006 : Suspiros del corazón
- 2009 : La pérdida
- 2010 : Vidas pequeñas

### Comme réalisateur
- 1992 : Krapatchouk
- 1997 : En la puta calle
- 1999 : Las huellas borradas
- 2006 : Suspiros del corazón
- 2009 : La pérdida
- 2010 : Vidas pequeñas

### Comme assistant réalisateur
- 1979 : El sexo ataca (1ª jornada)
- 1979 : La Sabina
- 1981 : Sphinx
- 1981 : Reds
- 1982 : Mientras el cuerpo aguante
- 1983 : Liberty belle
- 1985 : Tristesse et Beauté
- 1986 : Harem (TV)